# Mercat Públic (Vilanova i la Geltrú)
El Mercat Públic és un monument del municipi de Vilanova i la Geltrú (Garraf) protegit com a bé cultural d'interès local i obert al públic des de l'any 1941.

## Descripció
És un edifici de grans dimensions, aïllat obra de Josep Maria Miró i Guibernau. Té planta rectangular i les cobertes són a dues vessants a doble nivell. El conjunt respon a uns criteris de simetria compositiva, simplicitat de línies i domini absolut de les verticals i les horitzontals, que l'apropen a l'estètica del moviment arquitectònic racionalista.
L'interior manté aquest criteri de simplicitat, unit al de funcionalitat, reflectit en l'espaiositat i la il·luminació obtinguda mitjançant l'estructura metàl·lica vista i la llanterna longitudinal que recorre la coberta. Com a altres elements d'interès es pot fer esment dels voladissos situats al llarg de les dues façanes laterals.

## Història
El procés per a la construcció fou llarg degut a les dificultats de finançament que plantejava. Tot i que ja el 1916 l'ajuntament va convocar un concurs de projectes amb aquesta finalitat, no va ser fins al 1929 que es va poder comprar el terreny per a l'edificació. Això es feu gràcies al llegat testamentari del sr. Soler i Carbonell. La insuficiència de recursos va fer que la construcció definitiva no s'iniciés fins al 1935, amb projecte de l'arquitecte municipal Josep M. Miró i Guibernau, que va aplicar els criteris constructius i estètics del racionalisme, ja utilitzats per A. Sardà al mercat de Reus.